# 4 Brygada Strzelców (Imperium Rosyjskie)
4 Brygada Strzelców (ros. 4-я Стрелковая бригада) – związek taktyczny piechoty armii Imperium Rosyjskiego.

## Charakterystyka
Brygada stacjonowała między innymi w m.  Odessa.

 W przededniu I wojny światowej posiadała etatowo cztery pułki piechoty i organiczny dywizjon artylerii. Jej pułki posiadały po dwa bataliony, a te cztery kompanie oraz kompanię tyłową. Kompania piechoty czasu wojny liczyła około 240 żołnierzy i 4–5 oficerów. Na szczeblu pułku występował także pododdział karabinów maszynowych (8 km), łączności (w tym 14 konnych gońców i 21 telefonistów) i zwiadowczy (64 zwiadowców, w tym 4 kolarzy).

W tym czasie brygada podlegała stacjonującemu w Odessie 8 Korpusowi Armijnemu.

## Struktura organizacyjna
Lipiec 1914:
- Dowództwo brygady – Odessa
- 13 pułk strzelców – Odessa
- 14 pułk strzelców – Odessa
- 15 pułk strzelców – Odessa
- 16 pułk strzelców – Odessa